# Европейски път E29
Европейски път Е29 е европейски автомобилен маршрут от Кьолн, Германия до Саргемин, Франция с обща дължина от 323 km.
Маршрутът започва в Кьолн, Германия, преминава през Люксембург, след това отново през Германия и завършва в Саргемин, Франция.
Началото на маршрута е в Кьолн, където се свързва с маршрути Е31, Е35, Е37 и Е40. Е29 се насочва на юг и пресича Люксембург, в чиято столица се свързва с маршрути Е25, Е44 и Е125. След това Е29 отново преминава в територията на Германия, през Саар, където в град Саарбрюкен се свързва с маршрути Е50 и Е422. Последната част от маршрута преминава по германо-френската граница и завършва в Саргемин, Франция.